# Хоплитска фаланга
Хоплитска фаланга је војна формација која је коришћена у древној Грчкој. Сачињавали су је густо поређани хоплити у правим редовима који чине квадрат. Хоплити су били наоружани копљем дугим 3 метра тако да су и хоплити из четвртог реда могли учествовати у борби заједно са првим. Заштићени округлим штитом од око 1 метар у пречнику и бронзаном кацигом, све то у савршено увежбаној формацији, фаланге су биле непробојни живи зид и непремостива препрека коњицама са истока. Касније тај вид борбе преузимају и Македонци који користе дужа копља. Недостатак овог вида ратовања је његова релативно слаба покретљивост, па су Грци у сукобима са римским легијама редовно губили иницијативу на бојном пољу.
Фаланга нестаје као застарели начин да би се у другом облику поново појавила крајем 15. и почетком 16. века, кад се показала потреба тако густих редова пешака против коњице оног доба, и траје око сто година, да би напокон почетком 18. века заувек отишла у историју.